# Tối đa hóa thỏa dụng
Tối đa hóa thỏa dụng là hành vi của người tiêu dùng điển hình. Người tiêu dùng khi đối mặt với một chế ước ngân sách của bản thân, sẽ tìm cách chọn một tổ hợp hàng tiêu dùng tối ưu sao cho mức thỏa dụng mà tổ hợp này đem lại cho mình là lớn nhất.
Nếu minh họa bằng đồ thị, tổ hợp cho phép đạt mức thỏa dụng tối đa là tổ hợp hàng hóa tại tiếp điểm của đường bàng quan và đường ngân sách. Tại đó, tỷ lệ giữa mức thỏa dụng biên của hai hàng hóa (hay chính là tỷ lệ thay thế biên của hàng tiêu dùng) bằng tỷ lệ giữa hai mức giá của các hàng hóa. Điều này gọi là điều kiện tối đa hóa thỏa dụng.

## Công thức
Về mặt toán học, hành vi tối đa hóa thỏa dụng được diễn đạt bằng bài toán sau:
u = max U(X,Y)
với PX.X + PY.Y = M
trong đó:
- u = U(X,Y) là hàm thỏa dụng.
- X và Y là lượng của lần lượt 2 hàng hóa được tiêu dùng;
- PX và PY là giá cả của lần lượt 2 hàng hóa;
- U(X,Y) là mức thỏa dụng do tiêu dùng 2 hàng hóa đem lại.
- M là thu nhập có thể sử dụng của người tiêu dùng.

Giải bài toán tối ưu hóa có điều kiện này bằng định lý Kuhn-Tucker sẽ cho ra lời giải.
Một cách giải tắt bài toán tối đa hóa thỏa dụng nói trên là trước tiên giả định bài toán có lời giải bên trong. Khi đó áp dụng điều kiện tối đa hóa thỏa dụng, tức là MUX/MUY = PX/PY (MU là ký hiệu của thỏa dụng biên), từ đó tìm ra lời giải. Nếu không ra lời giải, nghĩa là bài toán có giải pháp góc, lúc đó tìm xem khi X bằng 0 hay khi Y bằng 0 thì mức thỏa dụng lớn hơn mà tìm ra lời giải.
Đáp số của bài toán tối đa hóa thỏa dụng là lượng cầu cụ thể đối với mỗi hàng hóa, X* = X(PX,M) và Y* = Y(PY,M). Đây chính là hàm cầu Marshall.
Có thể thấy bài toán tối đa hóa thỏa dụng và bài toán tối thiểu hóa chi tiêu cùng là những mô hình về hành vi tối ưu hóa của người tiêu dùng. Cách tiếp cận hành vi của người tiêu dùng qua hai cách ngược nhau như trên được kinh tế học vi mô gọi là cách tiếp cận song đối.